# Contea di Medina (Texas)
La contea di Medina in inglese Medina County è una contea dello Stato del Texas, negli Stati Uniti. La popolazione al censimento del 2010 era di 46 006 abitanti. Il capoluogo di contea è Hondo. Il suo nome deriva dal fiume Medina. La contea è stata creata nel 1848 dalla contea di Bexar.

## Geografia fisica
| Anno | Popolazione | ±%     |
| ---- | ----------- | ------ |
| 1850 | 909         | Note:  |
| 1860 | 1 838       | 102,2% |
| 1870 | 2 078       | 13,1%  |
| 1880 | 4 492       | 116,2% |
| 1890 | 5 730       | 27,6%  |
| 1900 | 7 783       | 35,8%  |
| 1910 | 13 415      | 72,4%  |
| 1920 | 11 679      | −12,9% |
| 1930 | 13 989      | 19,8%  |
| 1940 | 16 106      | 15,1%  |
| 1950 | 17 013      | 5,6%   |
| 1960 | 18 904      | 11,1%  |
| 1970 | 20 249      | 7,1%   |
| 1980 | 23 164      | 14,4%  |
| 1990 | 27 312      | 17,9%  |
| 2000 | 39 304      | 43,9%  |
| 2010 | 46 006      | 17,1%  |

Secondo l'Ufficio del censimento degli Stati Uniti d'America la contea ha un'area totale di 1 335 miglia quadrate (3460 km²), di cui 1 325 miglia quadrate (3430 km²) sono terra, mentre 9,2 miglia quadrate (24 km², corrispondenti allo 0,7% del territorio) sono costituiti dall'acqua.

### Strade principali
- Interstate 35
- U.S. Highway 90
- State Highway 16
- State Highway 132
- State Highway 173

### Contee adiacenti
- Bandera County (nord)
- Bexar County (est)
- Atascosa County (sud-est)
- Frio County (sud)
- Uvalde County (ovest)